# Konstantin Feoktistov
Pour l’article homonyme, voir Feoktistov.

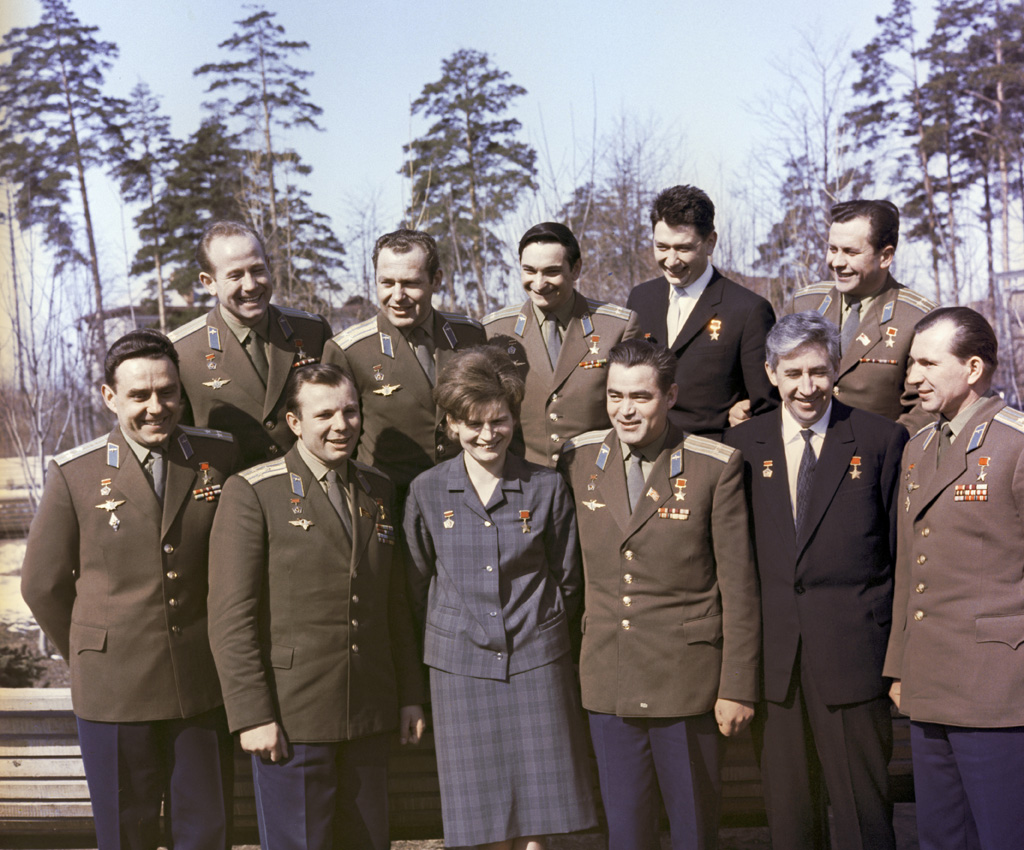
Photo de groupe de cosmonautes soviétiques en 1965 : première rangée en commençant par la gauche : Vladimir Komarov, Youri Gagarine, Valentina Terechkova, Andrian Nikolaïev, Konstantin Feoktistov, Pavel Beliaïev. Deuxième rangée : Alexei Leonov, Guerman Titov, Valery Bykovsky, Boris Iegorov, et Pavel Popovitch.

Konstantin Petrovitch Feoktistov (en russe : Константин Петрович Феоктистов), né le 7 février 1926 à Voronej et mort le 21 novembre 2009 à Moscou, est un ingénieur et cosmonaute soviétique. Il est le premier civil à effectuer un vol spatial et le 12e spationaute.

## Biographie

### Seconde Guerre mondiale
Feoktistov est passionné d'astronautique dès son plus jeune âge. Lors de la Seconde Guerre mondiale Feoktistov, âgé seulement de 16 ans fait partie d'un groupe de partisans qui combat les troupes du Troisième Reich dans la région de Voronej où il habite. Au cours d'une mission de reconnaissance il est capturé par une patrouille, abattu par un soldat allemand et laissé pour mort. Par chance la balle a traversé son menton et son cou sans le tuer et il parvient à rejoindre les lignes soviétiques.

### Études
Après la guerre, Feoktistov s'inscrit à l'université technique d'État de Moscou et il obtient son diplôme d'ingénieur en 1949. Feoktistov obtient également par la suite un doctorat en physique.

### Travail à l'OKB
À sa sortie de l'école, il rejoint l'institut de recherches NII-4 spécialisé dans le domaine des moteurs-fusées où il travaille sous les ordres de Mikhaïl Tikhonravov. Celui-ci et son équipe rejoint en 1955 le bureau d’études OKB-1 qui conçoit les missiles balistiques soviétiques sous la direction de Sergueï Korolev. L'OKB-1 développe le premier lanceur et le premier satellite artificiel Spoutnik 1 qui est placé en orbite en 1957. Feoktistov prend la tête en 1958 d'un groupe d'une vingtaine de jeunes ingénieurs chargé de concevoir la capsule spatiale habitée du Programme Vostok : sous sa supervision l'équipe de conception détermine la forme, la structure, la trajectoire de descente et le système d'atterrissage du premier vaisseau spatial habité qu'utiliser Youri Gagarine. Il travaille par la suite également sur les capsules du Voskhod et Soyouz. Pendant cette période, Feoktistov travaille également sur la conception d'un véhicule spatial de 150 tonnes, assemblé en orbite, propulsé par un moteur ionique alimenté par un réacteur nucléaire et capable d'emmener des êtres humains vers Mars.

### Sélection comme cosmonaute

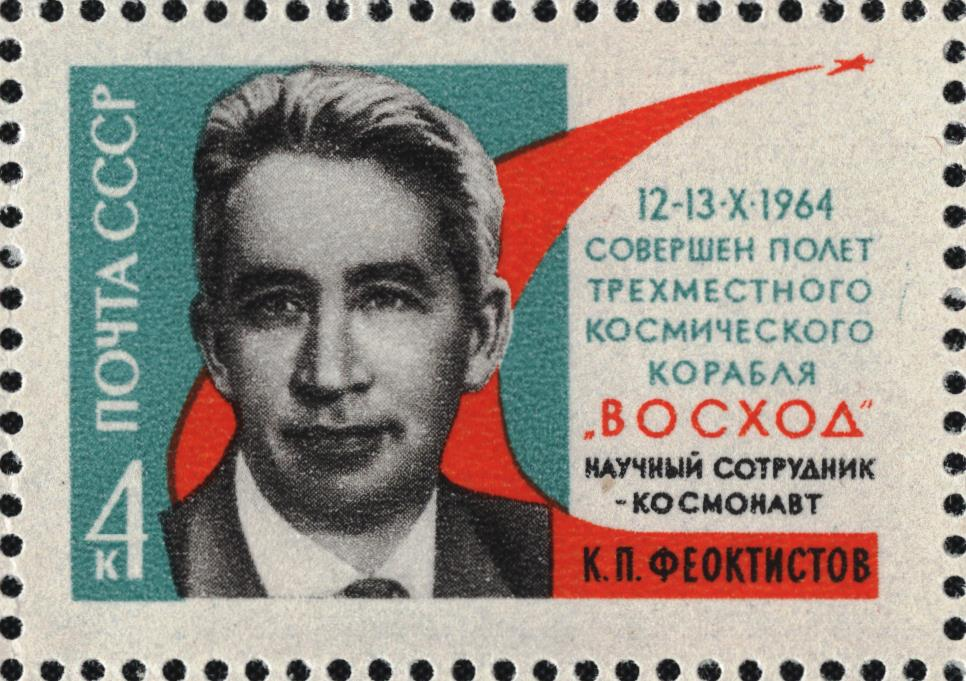
Timbre soviétique à l'honneur de Feoktistov.

En 1964, Feoktistov est sélectionné dans le cadre d'une sélection d'ingénieurs pour devenir cosmonaute malgré une forte opposition, notamment du responsable du corps des astronautes Nicolaï Kamanine, qui considère que celui-ci souffre de trop de problèmes de santé : Feoktistov souffre d'ulcère, de gastrite, a perdu des doigts de sa main gauche, a la colonne vertébrale déformée et est myope. En octobre de cette même année, il est affecté à l'équipage de Voskhod 1. Il est le premier cosmonaute civil à effectuer un vol spatial, et le seul cosmonaute d'Union soviétique qui n'est pas membre du Parti communiste de l'Union soviétique.
Il réalise un unique vol comme scientifique à bord de Voskhod 1 le 12 octobre 1964 aux côtés de Vladimir Mikhaïlovitch Komarov et Boris Iegorov. Ce fut le premier vol de l'histoire emportant trois personnes.
Lors de son vol spatial, il a passé un peu plus d'un jour, 17 minutes et 3 secondes dans l'espace. Il reçoit à cette occasion le titre de Héros de l'Union soviétique.

### Poursuite de sa carrière d'ingénieur
Après ce vol, Feoktistov est interdit de vol pour toute autre mission spatiale pour raisons médicales. Toutefois, Feoktistov poursuit sa carrière d'ingénieur spatial et prend la tête du bureau d'études spatial soviétique qui conçoit les stations spatiales Saliout et Mir ainsi que le véhicule spatial Progress.
Feoktistov démissionne de son poste d'ingénieur de RKK Energia, puis en 1990 retourne à l'Université technique d'État de Moscou en tant que professeur.
Feoktistov a écrit plusieurs livres sur les technologies spatiales et l'exploration.
Feoktistov décède le 21 novembre 2009 à Moscou, à l'âge de 84 ans, il est enterré le 25 novembre 2009 au cimetière Troïekourovskoïe de à Moscou.

## Postérité
Le cratère Feoktistov (en) sur la face cachée de la Lune est nommé en son honneur.

### Sources
- (en) Asif A. Siddiqi, Spoutnik and the soviet space challenge, University Press of Florida, 2000, 527 p. (ISBN 978-0-8130-2627-5)
- (en) Asif A. Siddiqi, The soviet space race with Apollo, University Press of Florida, 2000, 489 p. (ISBN 978-0-8130-2628-2)
- (en) Rex D. Hall, David J. Shayler et Bert Vis, Russian's Cosmonauts inside the Yuri Gagarin training center, Springer Praxis, 2011, 386 p. (ISBN 978-0-387-21894-6)